# Isla Birnie
La isla Birnie es una pequeña isla de coral de 20 hectáreas. Forma parte del grupo de islas Fénix, pertenecientes a Kiribati. 
Está ubicada a 100 km al SE de la isla Kanton y 90 km al NO de la isla Rawaki. Birnie es una isla deshabitada, mide 1.2 km de largo y 0.5 km de ancho.
La isla Birnie es una isla seca, cubierta por más arbustos bajos que vegetación alta y posee una laguna seca. Debido a la naturaleza imperturbada de la isla, la vegetación y grandes colonias de aves de mar, las cuales nidifican en el territorio, la isla fue declarada santuario natural en 1975.

## Historia
La isla fue nombrada isla Birnie en 1823 por el capitán Emment, aunque el nombre original no es totalmente conocido. En la década de 1860, la isla fue reclamada por el Acta de Islas Guaneras para los Estados Unidos. En 1889, las islas fueron declaradas un protectorado británico. Una colonia fue considerada, pero nada ocurrió.
La isla Birnie se convirtió en parte del protectorado de las islas Gilbert y Ellice en 1937. En 1979, la isla pasó a ser parte de la República de Kiribati, cuando este país se independizó. Los Estados Unidos levantaron su reclamo en 1979 gracias al Tratado de Tarawa. Todavía está deshabitada y rara vez es visitada.